# Muiadim do Magrebe
Muiadim do Magrebe (em árabe: محي الدين المغربي; romaniz.: Muḥyi al-Dīn al-Maghribī; c. 1220 Espanha – c.1283 Irã) foi um astrônomo e matemático muçulmano nascido na Espanha, que trabalhou em Damasco, Síria e eventualmente no observatório de Maraga em Maraga,  Ilcanato da Pérsia, onde ele trabalhou sob a orientação de Naceradim de Tus.
Muiadim é mais conhecido por seus trabalhos em trigonometria: Livro sobre o teorema de Menelau e Tratado sobre o cálculo dos senos.
Também é conhecido por seus comentários sobre trabalhos matemáticos em grego clássico, em particular, seu comentário sobre o Livro XV de Elementos sobre a medida de poliedros regulares.

## Biografia
Pertenceu ao grupo de astrônomos associados ao observatório de Maraga, mais notavelmente ao Naceradim de Tus. Em astronomia, Muiadim realizou um projeto de grande escala de observações planetárias sistemáticas, que levou ao desenvolvimento de vários parâmetros astronômicos novos.
Morreu em Maraga no atual Irã em junho de 1283

## Trabalhos

### Astronomia
.

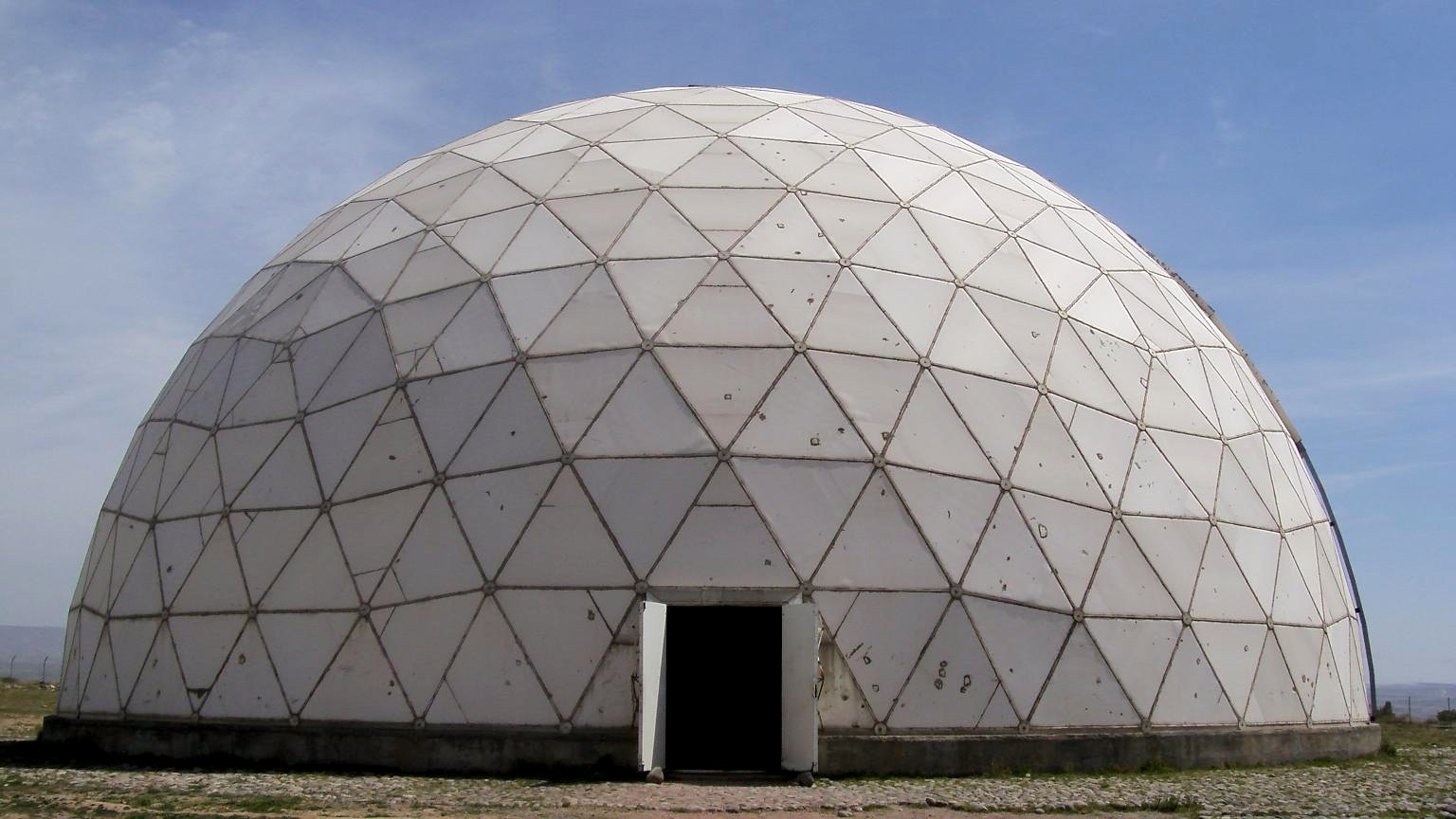
O observatório de Maraga onde ibne Abi Alxuquir realizou suas observações planetárias

Seus trabalhos conhecidos sobre astronomia incluem:
- Tasṭīḥ al‐asṭurlāb: uma descrição da construção e uso do astrolábio;
- Maqāla fī istikhrāj taʿdīl al‐nahār wa saʿat al‐mashriq wa‐ʾl‐dāʾir min al‐falak bi‐ṭarīq al‐handasa: uma descrição dos métodos geométricos usados para determinar a linha do meridiano, a amplitude em ascensão e a revolução da esfera;
- Risālat al‐Khaṭā wa‐ʾl‐īghūr: um trabalho cronológico sobre os calendários chinês e uigur, que foi mais tarde traduzidos do árabe e do persa para o mandarim.
- Três zijes:
  - Tāj al‐azyāj wa‐ghunyat al‐muḥtāj (A coroa dos manuais astronômicos), também conhecido como Al‐muṣaḥḥaḥ bi‐adwār al‐anwār maʿa al‐raṣad wa‐ʾl‐iʿtibār;
  - Adwār al‐anwār madā al‐duhūr wa‐ʾl‐akwār: contém resultados das observações astronômicas que ele realizou em Maraga;
  - ʿUmdat al‐ḥāsib wa‐ghunyat al‐ṭālib.
- Três comentários sobre o Almagesto de Ptolemeu:
  - Talkhīṣ al‐Majisṭī (Compêndio do Almagesto): baseado em suas observações realizadas entre 1264 e 1275;
  - Khulāṣat al‐Majisṭī (Sumário do Almagesto);
  - Muqaddimāt tataʿallaq bi‐ḥarakāt al‐kawākib (Prolegômenos sobre o movimento das estrelas): contém cinco premissas geométricas sobre movimentos planetários no Almagesto.

### Astrologia
Os trabalhos astrológicos de ibne Abi Alxuquir foram principalmente devotados a horóscopos e conjunções planetárias usadas para contar sobre o futuro.

### Matemática
Seus trabalhos lidam com geometria e trigonometria. Seus escritos sobre trigonometria "contém certos elementos originais".

## Leitura aprofundada
- al-Maghribī (1970–80). "Muḥyi 'L-Dīn al-maghribī". Dictionary of Scientific Biography. Nova Iorque: Charles Scribner's Sons. ISBN 0684101149.